# تورا بيرجر
تورا بيرجر (بالنرويجية: Tora Berger‏) هي متسابقة بياثلون نرويجية ولدت في يوم 18 مارس 1981 في بلدة رينجريك في النرويج. أبرز إنجازاتها هو فوزها بالميدالية الذهبية في دورة الألعاب الأولمبية الشتوية 2010 في فانكوفر وفازت بثلاثة ميداليات ذهبية وفضية وبرونزية الألعاب الأولمبية الشتوية 2014 في سوتشي.